# Arbuz zwyczajny
Arbuz zwyczajny, kawon (Citrullus lanatus (Thunb.) Mansf.) – gatunek rośliny z rodziny dyniowatych. Pochodzi z Afryki Południowej, gdzie nadal rośnie dziko, ale jako gatunek uprawny został rozprzestrzeniony w wielu innych regionach o ciepłym klimacie i jest uprawiany w wielu krajach świata, miejscami dziczeje.

## Morfologia

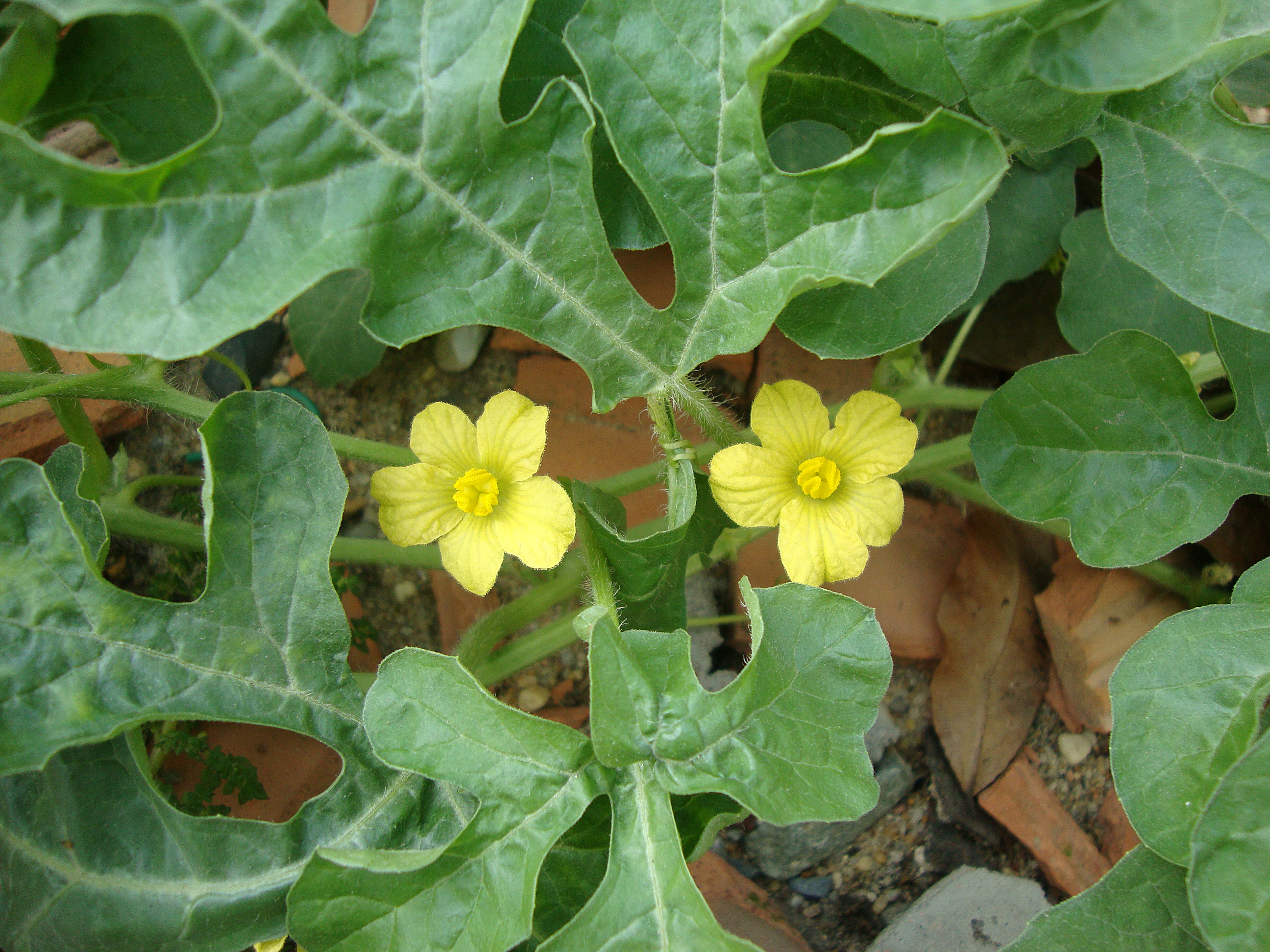
Kwiaty

Owoce

ŁodygaPłożąca się, na przekroju jest okrągła, osiąga 2-5 metrów długości, jest szorstko owłosiona i posiada wąsy czepne.
LiścieDuże, ciemnozielone, u podstawy sercowate, a wyżej położone silnie powcinane trój- lub pięciodzielne, osadzone na ogonkach liściowych. W węzłach liściowych wyrastają wąsy czepne.
KwiatyNiewielkie, wyrastają pojedynczo w kątach liści. Korona kwiatu zwykle jest żółta lub zielonkawożółta, połączona w rurkę, z pięcioma płatkami. Na jednej roślinie występuje 10-30 kwiatów żeńskich i 100-400 męskich.
OwoceJadalna jagoda ze słodkim, ciemnoczerwonym, pomarańczowym, żółtym lub białym miąższem (mezokarpem). Egzokarp składa się z dwóch warstw, jest mocny i twardy, w kolorze ciemnozielonym, zwykle nakrapiany promieniście w różnych odcieniach zieleni. Pod koniec wegetacji roślina zawiązuje nasiona. Barwy nasion są również bardzo zmienne – od białej lub żółtej poprzez żółtobrązową, brązową i czarną do czerwonej, a nawet zielonej.
KorzenieSystem korzeniowy jest bardzo rozległy i płytki. Sięga w głąb na około 60 cm.

## Biologia
Roślina jednoroczna. Kwiaty są obcopylne. Rośliny są na ogół jednopienne. Najpierw pojawiają się kwiaty męskie, a później po tygodniu żeńskie. Kwiaty otwierają się na bardzo krótki okres, zwykle po wschodzie słońca i pozostają otwarte jeden dzień, potem opadają.

## Zastosowanie

### Roślina jadalna
Gatunek pochodzący z Afryki południowej udomowiony był w Afryce północnej już ponad 5 tysięcy lat temu (tak stare nasiona arbuza znaleziono w Libii). W Egipcie znaleziono pozostałości arbuzów w grobowcach i świątyniach z 1330 r.p.n.e., a w Sudanie z 1500 r.p.n.e. Wymieniany jest w Biblii. Także w Chinach i Indiach uprawiany jest od niepamiętnych czasów. Do Europy dotarł ok. XI-XII w., a w XIV w. wyróżniano tu już kilka odmian arbuzów.
Owoce arbuza mają polepszać przemianę materii i wpływać korzystnie na układ pokarmowy.

### Roślina lecznicza
Owoce arbuza dzięki dużej zawartości wody działają moczopędnie, są zalecane dla chorych na nerki. Z badań wynika również, że podobnie jak pomidor i czerwony grejpfrut, są źródłem likopenu, który ma właściwości wspomagania leczenia chorób nowotworowych.

### Roślina kosmetyczna
Arbuzy używane są do maseczek na skórę, działają bowiem przeciwzmarszczkowo, tonizująco i ściągająco, pomagają przy leczeniu stanów zapalnych skóry i zajadów.

## Uprawa

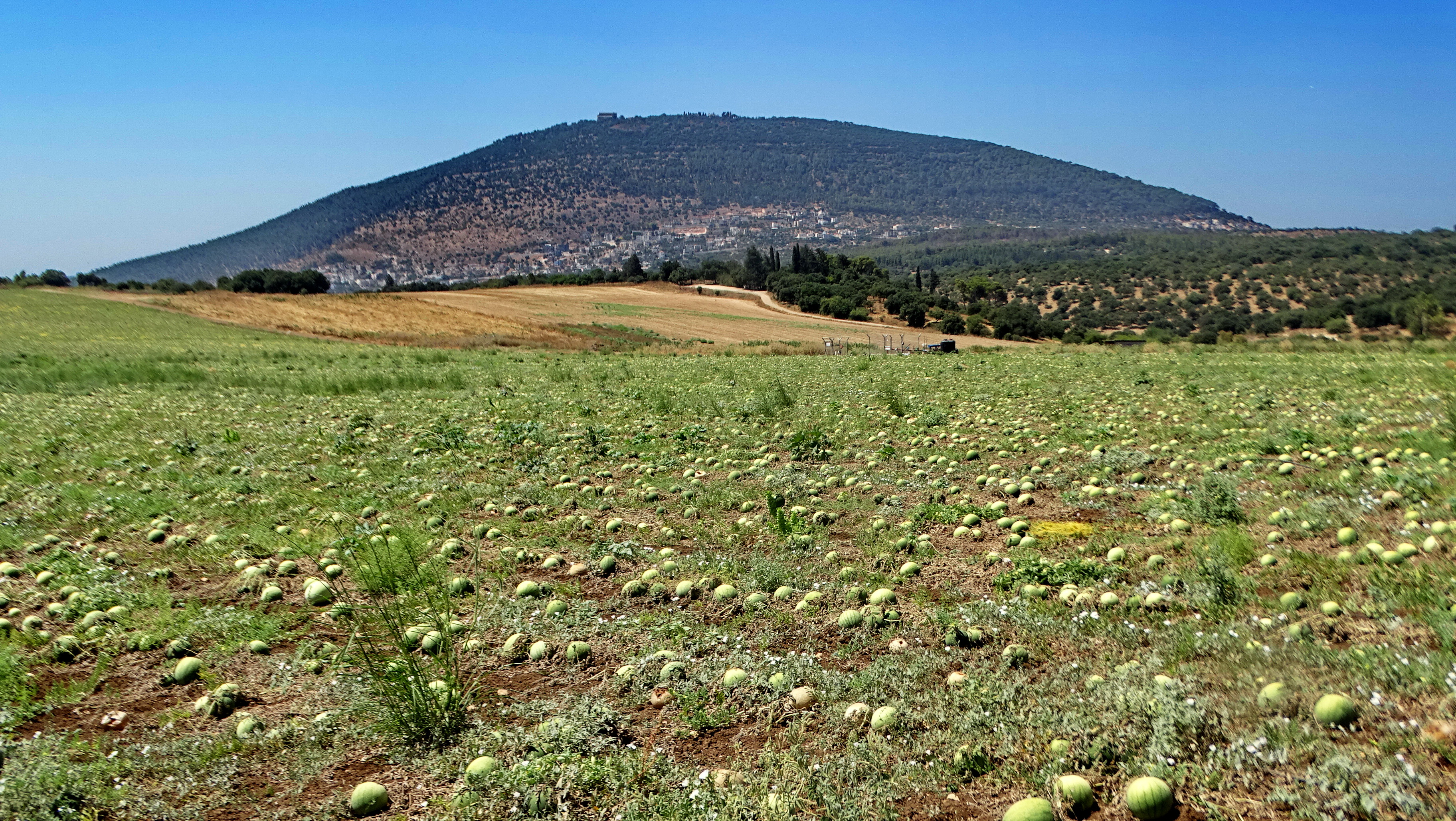
Uprawa arbuzów w Izraelu

Obecnie arbuz zwyczajny uprawiany jest w wielu krajach, na różnych zamieszkanych kontynentach. Największym producentem są Chiny, a następnie Turcja. W Europie krajami, w których uprawia się arbuzy są Hiszpania, Portugalia, Włochy, Chorwacja, Francja, Grecja, Bułgaria, Rumunia, Węgry i Ukraina.
Jest to roślina światłolubna, ciepłolubna i potrzebująca bardzo dużo wody. Optymalna temperatura powietrza waha się od 21 do 29 °C minimalna to 18, a maksymalna 35 stopni. Dobrze rośnie na glebach o pH 5,5–6,0, próchniczych, bogatych w składniki pokarmowe i na glebach wcześniej niezajętych pod uprawę. Rośliny wysiewa się pod koniec lutego albo na początku marca. W Polsce uprawiany głównie w szklarniach i tunelach foliowych (do uprawy w Polsce najlepiej nadają się miejscowe odmiany). Sadzenie arbuzów powinno odbywać się w rozstawie 80×100 cm (arbuz uprawiany jest z rozsady doniczkowej). Podlewanie umiarkowane, niezbyt częste, ale systematyczne (z racji głębokiego zasięgu systemu korzeniowego arbuz jest odporny na okresowe susze). Zbieranie owoców odbywa się zazwyczaj od połowy sierpnia do połowy września.